# Canario Negro
Canario Negro (en inglés, Black Canary) es una superheroína ficticia que aparece en los cómics estadounidenses publicados por DC Comics. Creado por el equipo de escritores y artistas de Robert Kanigher y Carmine Infantino, el personaje debutó en Flash Comics # 86 (agosto de 1947). Una de las primeras superheroínas de DC, Canario Negro ha aparecido en muchas de insignia de la compañía Team-Up títulos como Sociedad de la Justicia de América y la Liga de la Justicia de América. Desde finales de la década de 1960, el personaje ha sido emparejado con el superhéroe arquero Flecha Verde, profesional y románticamente.
En su debut en la Edad de Oro, Canario Negro fue el alter ego de Dinah Drake y participó en aventuras de lucha contra el crimen con su interés amoroso (y eventual esposo), el detective de Gotham City Larry Lance. Inicialmente, el personaje era un luchador de mano a mano sin superpoderes que a menudo se hacían pasar por delincuentes para infiltrarse en las bandas criminales. Las historias posteriores la describieron como una artista marcial de clase mundial con un superpoder: el "grito canario", un grito sónico de gran potencia que podría destruir objetos e incapacitar e incluso matar enemigos poderosos como Superman. Cuando DC Comics ajustó su continuidad, Canario Negro se estableció como dos entidades separadas: madre e hija, Dinah Drake-Lance y Dinah Laurel Lance. Las historias desde la Edad de Plata se centraron en el canario negro más joven, atribuyendo sus habilidades sobrehumanas a una mutación genética. Sin embargo, desde el lanzamiento del The New 52, las dos identidades se han fusionado, con Dinah Drake con un grito metahumano.
Canario Negro ha sido adaptada a varios medios, incluyendo películas animadas directas a video, videojuegos y series de televisión animadas y de acción en vivo, presentándose como protagonista principal o recurrente en los programas Birds of Prey, Liga de la Justicia Ilimitada, Smallville, Batman: The Brave and the Bold, Young Justice y Arrow. En Birds of Prey fue interpretada por Rachel Skarsten, y en Smallville fue interpretada por Alaina Huffman. En Arrow y en el Arrowverso, muestra a los personajes que interpretan a Dinah Laurel Lance, Sara Lance y Dinah Drake interpretadas por Katie Cassidy; Caity Lotz y Juliana Harkavy. El personaje también hizo su debut cinematográfico en la película Birds of Prey (and the Fantabulous Emancipation of One Harley Quinn), interpretada por Jurnee Smollett-Bell.

## Historial de publicación
Su primera aparición fue en Flash Comics N°86 (agosto de 1947), Robert Knaigher y Carmine Infantino crearon el personaje en 1947 para ser presentado en Flash Comics como un personaje secundario. Apareciendo primero como un combatiente del crimen clandestino que se infiltra en organizaciones criminales para romperlas desde adentro, Canario Negro fue dibujado con medias de red y una chaqueta de cuero negro para connotar imágenes de un personaje femenino sexualizado pero fuerte.

### Dinah Drake (Edad de Oro)
Dinah Drake era hija de un policía de Gotham City, decidida a seguir los pasos de su padre, Dinah intentó ingresar a la academia de policía de la ciudad pero fue rechazada. Decidida a dedicar su vida a combatir el crimen tomó la decisión de convertirse en Canario Negro y hacer justicia por su cuenta. En su identidad secreta ella era un florista de pelo negro y usaba una peluca rubia para proteger su identidad. Originalmente ella fue un personaje al estilo de Robin Hood, ya que robaba a los criminales, más tarde recurrió a métodos menos ambiguos de cumplir con su misión.
Canario Negro empezó como un personaje secundario en las aventuras de Johnny Thunder, quien estaba enamorado de ella. Sin embargo Dinah no tenía ningún interés romántico en Johnny sino en el policía Larry Lance, Johnny finalmente desapareció de la historia y Canario Negro se convirtió en el personaje estelar. Canario Negro también se unió a la Sociedad de la Justicia de América (Justice Society of América).
Canario Negro desapareció de los cómics por un tiempo y no fue vuelta a ver hasta que las historias de superhéroes renacieron en los años 60, ahí ella realizó viajes entre Tierra-1 y Tierra-2 junto a otros miembros de la Sociedad de la Justicia. Más tarde en una batalla con el villano Aquarius, Larry Lance quien se había casado con ella fue asesinado, y deseando empezar de nuevo Dinah se mudó definitivamente as Tierra-1 donde se unió a la Liga de la Justicia de América, ahí conoció y se enamoró de Flecha Verde con quien mantuvo una relación con altibajos desde entonces, además el constante cambio entre universos la hizo adquirir su superpoder, el grito del canario, un chillido ultrasónico con el que aturde a sus enemigos.

### Dinah Lance (Edad de Plata)
Una vez que el Universo DC fue creado de nuevo tras el evento cósmico conocido como Crisis en Tierras Infinitas el personaje de Canario Negro fue uno de los que más cambios tuvo. En este nuevo universo su historia fue dividida entre dos personajes, las historias de Tierra-2 le habían ocurrido a la Canario Negro original, la cual murió al igual que su esposo por la radiación que recibió combatiendo con Aquarius. Antes de que eso ocurriera la pareja había tenido una hija, Dinah Laurel Lance, la cual siendo una niña fue puesta en Animación suspendida pues no podía controlar su grito del canario. Superman y Johnny Thunder arreglaron mediante Thunderbolt el traspasar todas las memorias de la madre a la hija, logrando así que controlara sus poderes.
La segunda Canario Negro fue fundadora de la Liga de la Justicia en este nuevo universo y pasó bastante tiempo con el grupo hasta que este se mudó a Detroit. Al renunciar al equipo se mudó junto a Flecha Verde a Seattle donde ambos lucharon contra el crimen, en una aventura Canario Negro en Green Arrow: The Longbow Hunters (Flecha Verde: Los Cazadores de Arcos Largos) fue secuestrada y torturada aunque si no fuera por Flecha Verde ella hubiera sido violada, según el dibujante y escritor Mike Grell. Pero el trauma le hizo perder su grito del canario y su fertilidad, lo que le impidió convertirse en madre, tras esa situación Canario Negro se retiró por un tiempo de su trabajo como superheroína.
Años más tarde Dinah conoció a Oráculo, con quien formó un grupo llamado Birds of Prey, y trabajó por un tiempo en la recreada Sociedad de la Justicia, la cual abandonó tras un tiempo.
En una aventura con Birds of Prey ella fue sumergida en el pozo de Lázaro, donde su ADN metahumano fue revitalizado y recuperó tanto sus superpoderes como su fertilidad, hasta la fecha Canario Negro sigue trabajando junto a Oráculo y otras heroínas en las Birds of Prey.

#### Después deCrisis Infinita
Los acontecimientos de Crisis Infinita han recreado el Universo DC, volviendo a alterar las historias de sus personajes. Aunque la mayoría de los cambios aún no son conocidos se sabe que la Mujer Maravilla fue fundadora de la Liga de la Justicia en este nuevo mundo; esto implica la posibilidad de que Canario Negro no se haya unido al grupo sino hasta que su carrera como superhéroe estuvo más avanzada.

### Dinah drake (Renacimiento)
Después de conocer al vigilante y superhéroe Flecha Verde, él y Canario Negro comenzaron una relación y trabajaron como socios-héroes en Seattle.
Después de que la Liga de la Justicia y el Escuadrón Suicida tuvieran que trabajar juntos para enfrentarse a Maxwell Lord y su banda, Batman reunió a un nuevo equipo de héroes (y algunos villanos antiguos) al que llamó Liga de la Justicia de América y reclutó a Dinah.

## Poderes y Habilidades
Su superpoder más conocido es el grito del canario, un chillido ultrasónico que le permite aturdir a sus enemigos e incluso destruir objetos, dependiendo de la intensidad con que lo utilice, este es capaz de aturdir por momentos a personajes como Superman o Wonder Woman.
Las dos Canarios Negros son expertas en artes marciales, lo cual las hacía unas muy buenas combatientes y una de las más peligrosas en el combate cuerpo a cuerpo en DC siendo humanos, esto gracias a su entrenamiento con personajes como Lady Shiva, Wonder Woman o Wildcat. Logrando tener el conocimiento de muchas artes marciales como Aikido, Karate, Boxeo, Capoeira, Judo, Muay thai, Kung-fu,Krav magá, Jūjutsu, Wing chun, entre otros. También ha creado su propio estilo de lucha, haciéndola muy infranqueable en el combate cuerpo a cuerpo.
Posee habilidades de aviación y motocicleta, junto a ciertas destrezas como detective, no llegando al nivel de Batman o The Question, pero logrando el respeto de ellos. También es una líder nata siendo una gran estratega.
Tiene las habilidades necesarias para poder usar cualquier arma y armas blancas.
Posee reflejos, resistencia y agilidad sobre humanos, capaces de lograr agarrar una flecha a alta velocidad o lograr saltar de varios metros sin tener un daño alguno.
Por un tiempo la Canario Negro original tuvo la habilidad de controlar a las aves, pero este poder fue poco usado en las historias de la edad de oro y desapareció en las versiones posteriores del personaje.
La única debilidad que se le conoce en sus poderes sobrehumanos es que esté amordazada, pues si le tapan la boca se le impide que use su grito sónico, además si lo usa durante un tiempo considerable le puede causar migrañas.

## Apariciones en otros medios

### Televisión

#### Acción en vivo
La primera aparición en vivo de Canario Negro fue la representación de Danuta Wesley en 1979 en las dos especiales de Legends of the Superheroes de NBC.
El personaje apareció en la corta serie de televisión de 2002 Birds of Prey, una adaptación del cómic. Dinah Lance se convirtió en Dinah Redmond (interpretada por Rachel Skarsten), una adolescente con poderes psíquicos. Su madre Carolyn Lance (interpretada por Lori Loughlin) era Canario Negro con un grito canario supersónico.
En 2008, Smallville presentó a Canario Negro (interpretada por Alaina Huffman) como un asesino que es reclutado para el equipo de superhéroes de Green Arrow. Ella aparece en varios episodios, incluyendo varios estrenos y finales de temporada.
En el primer episodio de la segunda temporada de Arrow, una misteriosa mujer vestida de negro ayuda a Roy (Arsenal) durante una pelea, reaparece posteriormente en el tercer episodio ayudando a Arrow cuando, víctima de una emboscada liderada por Laurel Lance, está a punto de ser arrestado también durante el mismo capítulo se alían y asesina a Dollmaker un exconvicto que quedó libre gracias al terremoto ocurrido en Starling City meses atrás y obsesionado con mantener la belleza de las mujeres convirtiéndolas en muñecas.. En el siguiente episodio,"Crucible", se revela que detrás del disfraz de Canario Negro se encuentra con Sara Lance, quien supuestamente había muerto en el Queen's Gambit cinco años atrás. Más tarde acompaña a Arrow para acabar con el contrabando de armas en Starling City, siendo ella quien acaba frente a frente con los asociados de "El Alcalde" y con la vida de este mismo. Pero es recién en el quinto episodio de la segunda temporada, League Of Assassins en donde se muestra su historia luego del "Queen's Gambit": Sara logró sobrevivir sola en un pedazo de madera y, después de encontrar sólo a su alrededor a un Canario, logra ver un barco ("Amazo") que parece ofrecerle ayuda. Pero en realidad es atacada y así defendida y resguardada con especial trato por el Dr. Anthony Ivo, quien le cuenta sobre su plan para "salvar a la humanidad". Luego, durante la temporada, se revela que estuvo más de un año con Ivo en el barco y se había vuelto "más dura". Pero decide ayudar desde adentro a Oliver y sus amigos, Slade Wilson y Shado, quienes investigaban el plan de "salvar el mundo", descubriendo que en realidad el plan en ejecución llevaría el mundo a un caos. En la isla Lian Yu sólo llega al sufrimiento, siendo la única testigo de la muerte de su único posible salvador, un aviador accidental, quien pide a la mujer cuidar a su pequeña y única hija, una chica de The Glades a quien apodan Sin. Ahí también es salvada por Oliver, teniendo como consecuencia la muerte de Shado y así la ira de un ahora metahumano Slade Wilson. Es él quien luego domina el "Amazo" y, en venganza de Oliver por dejar morir a Shado, lanza a Sara nuevamente al mar. Sara fue creída muerta por 6 años pero durante ese tiempo fue en realidad entrenada por Ra's al Ghul y su hija, Nyssa, quien la había rescatado luego del ataque de Slade. Así es como se vuelve un miembro de la Liga de Asesinos; aprovechó una misión alejada de la Liga para volver a Starling City a cuidar "desde lejos" a su familia, estando consciente tanto del terremoto de The Glades como del peligro que significaba para su familia el que su hermana Laurel fuese el antiguo romance de Oliver. Al llegar ahí es buscada por miembros de la Liga bajo la orden de Nyssa Raatko, su antigua amante. Sara asesina a un agente de Nyssa y luego debe enfrentar una difícil batalla ante Al Owal, el hombre que entrenó al mismo Merlyn, saliendo triunfadora. Durante el resto de la segunda temporada, enfocada ya en la época actual, ayuda a vencer a enemigos como Ravager, Deathstroke, La Cazadora, etc. Pero, para darse paso a Laurel -quien ya había demostrado antes tener entrenamiento en peleas- como la oficial Canario Negro, el personaje de Sara debió dar un giro: Fue asesinada en el primer episodio de la siguiente temporada de la serie por dos figuras desconocidas en frente de Laurel, quien, jurando venganza, encuentra a Ted Grant para que la entrene. Es así como Dinah Laurel comienza su entrenamiento para seguir los pasos de su fallecida hermana. En el décimo episodio de la tercera temporada de Arrow, Oliver está ausente a causa de su aparente muerte en el noveno episodio, por lo que Roy Harper (Colton Haynes), conocido como "Arsenal", junto a John Diggle y Felicity Smoak como equipo de apoyo, enfrentará las calles por su cuenta pero esta vez con una ya entrenada y decidida compañera, Laurel. En el episodio "Left Behind", Laurel toma el manto de Sara como Canario, derribando a dos hombres que trabajaban con Danny Brickwell. Luego, en el episodio Midnight city, Roy acepta la ayuda de Laurel al recibir de ella la información sobre dónde estaban los concejales secuestrados por Danny Brickwell, y resulta ser de gran ayuda, llegando a enfrentarse por sí sola a Brickwell, dejando a Roy escapar con los concejales. Luego de atacar a Brickwell, Laurel da un giro en su estilo, rompiendo una ventana para saltar al helicóptero de John Diggle. Días más tarde, junto al equipo, organiza una pelea entre Los Glades contra los hombres de Danny Brickwell, riña durante la que Oliver hace su regreso a la ciudad. Se revela entonces que él botó a Laurel del equipo, debiendo salir como vigilante por su propia cuenta. Pero luego de ser casi asesinada por Vertigo, Laurel toma fuerzas y lo enfrenta por segunda vez, dejándolo inconsciente sólo con sus puños. Este acto fue lo que impresionó a Oliver lo suficiente como para dejarla entrar nuevamente al equipo. Se sabe que Sara Lance fue revivida por las aguas de Ra's al Ghul y puesta en libertad de la Liga de Asesinos. Poco después de eso fue reclutada por el viajero del tiempo Rip Hunter para que se uniera a un equipo, llamado "Legends of Tomorrow", en este equipo ella optó por el nombre Canario Blanco. Con la desaparición de la hermana de Laurel, Sara, es Dinah Laurel Lance en honor a los clásicos de DC Comics, quien interpreta este personaje como justiciera anónima y también como ayudante del fiscal de distrito, pero en un intento de detener a Damien Darkh es asesinada por él en la prisión de Iron Heigths (Temporada 4, episodios 18-19: Eleven Fifty Nine y Cry Canary) En el décimo episodio de la temporada 5, Oliver (Green Arrow) decide buscar a la sucesora de Laurel Lance. Al mismo tiempo, en la ciudad de Hub City aparece una mujer con un grito supersónico. Más tarde, en el episodio 11, esta mujer se presenta como Dinah Drake, quien decide tomar el manto de Canario Negro.
Laurel hace una aparición en la primera temporada de Flash en el episodio Who is Harrison Wells?, en donde Cisco Ramón crea el Canary Cry, el cual le permite a Canario Negro tener el grito sónico.

#### Animación
La versión de Dinah Drake del personaje es la base del personaje Donna Nance, Black Siren (con la voz de Jennifer Hale), en el episodio de la serie animada de la Liga de la Justicia "Leyendas" (2002).
La versión de Dinah Laurel Lance (con la voz de Morena Baccarin) aparece en la serie de secuelas Justice League Unlimited (2004–2006), donde es miembro de la Liga de la Justicia, desarrolla una relación romántica con Flecha Verde y una asociación con la Cazadora durante la serie.
Batman: The Brave and the Bold (2008-2011) presentó a Canario Negro (con la voz de Grey DeLisle) en varios episodios. En uno, forma las aves de presa con Catwoman y Cazadora. En otro, su grito canario se usa para romper un hechizo hecho por Music Meister. Grey DeLisle retoma su papel en Scooby-Doo! & Batman: The Brave and the Bold.
Young Justice (2010-2013, 2019) presenta a Canario Negro (con la voz de Vanessa Marshall) como miembro de la Liga de la Justicia y entrenadora de combate para el equipo de superhéroes adolescentes del programa. Su relación con Flecha Verde la vincula con su familia de superhéroes.
Las versiones clásicas y modernas del personaje aparecen en varias Películas animadas originales del Universo DC. Kari Wahlgren expresa a Canario Negro en la serie Flecha Verde de DC Nation Shorts.
La versión de Canario Negro de Dinah Drake hace un cameo en DC Super Hero Girls, graduándose de Super Hero High.
Canario Negro hace un cameo en el websode corto animado de Justice League Action "Selfie Help!". Aparece en una de las selfies de Space Cabbie.

### Película
En noviembre de 2016, Birds of Prey, en base al equipo de superhéroes del mismo nombre, estaba en desarrollo con Christina Hodson firmada como guionista. Para abril de 2018, Warner Bros. seleccionó a Cathy Yan como directora, con Margot Robbie, Sue Kroll y Bryan Unkless como productores del proyecto. Robbie volverá a interpretar su papel como Harleen Quinzel / Harley Quinn, siendo la película la primera instalación teatral con clasificación R en la franquicia y se realizará con un presupuesto significativamente menor que algunas de las otras películas. La lista del equipo incluirá Quinzel, Canario Negro, Cassandra Cain y Renée Montoya. Jurnee Smollett-Bell interpretará a Canario Negro en la película. La producción comenzó el 15 de enero de 2019 en Los Ángeles para una fecha de lanzamiento del 7 de febrero de 2020.

### Videojuegos
Jennifer Hale y Grey DeLisle repiten el personaje en videojuegos, apareciendo en Justice League Heroes para PlayStation Portable y Batman: The Brave and the Bold - The Videogame respectivamente. En DC Universe Online, Canario Negro es un personaje no jugable expresado por Kelley Huston. El personaje aparece en Lego Batman 2: DC Super Heroes y en Lego Batman 3: Beyond Gotham con la voz de Kari Wahlgren. También está incluida en Young Justice: Legacy. Canario Negro hizo su debut como un personaje jugable en el juego de 2017 Injustice 2, con Vanessa Marshall repitiendo su papel de Young Justice.